# Cibentang (Ciseeng)
Cibentang is een bestuurslaag in het regentschap Bogor van de provincie West-Java, Indonesië. Cibentang telt 9854 inwoners (volkstelling 2010).